# Teresa Bellanova
Teresa Bellanova (Ceglie Messapica, 17 agosto 1958) è una politica italiana.
È stata deputata alla Camera dal 2006 al 2018, sottosegretaria di Stato al Ministero del lavoro e delle politiche sociali dal 2014 al 2016 nel governo Renzi, viceministra dello sviluppo economico dal 2016 al 2018 nei governi Renzi e Gentiloni, senatrice della Repubblica dal 2018 al 2022, ministra delle politiche agricole alimentari e forestali dal 2019 al 2021 nel governo Conte II e viceministra delle infrastrutture e della mobilità sostenibili dal 2021 al 2022 nel governo Draghi.

## Biografia
Nata a Ceglie Messapica (Brindisi), ma residente a Lecce, abbandona gli studi dopo la licenza di terza media (fino agli anni '90 la scuola era obbligatoria solo per 8 anni) per andare a lavorare a 14 anni nei campi. Giovanissima, appena ventenne, entra nelle organizzazioni sindacali dei braccianti e si impegna contro il problema del caporalato.
Nel 1988 viene nominata segretaria provinciale della Federazione Lavoratori AgroIndustria (FLAI) CGIL di Lecce, mentre nel 1996 diventa segretaria provinciale della Filtea (Federazione italiana Tessile Abbigliamento Calzaturiero) CGIL, incarico che ricopre fino al 2000, quando entra a far parte della segreteria nazionale della Filtea con delega alle politiche per il Mezzogiorno, politiche industriali, mercato del lavoro, conto-terziarismo e formazione professionale.
Da gennaio 2020 ha un blog sul sito de Il Riformista.

### Elezione a deputata
Nel 2005 viene eletta componente del Consiglio nazionale dei Democratici di Sinistra (DS), dove, oltre a legarsi all'ex Presidente del Consiglio e leader PDS/DS Massimo D'Alema, alle elezioni politiche del 2006 viene candidata alla Camera dei deputati, tra le liste dell'Ulivo (lista che univa i DS con La Margherita di Francesco Rutelli) nella circoscrizione Puglia in ottava posizione, risultando eletta deputata. Nel corso della XV legislatura ha fatto parte della 13ª Commissione Agricoltura, in sostituzione del viceministro dei trasporti nel governo Prodi II Cesare De Piccoli, e della 11ª Commissione Lavoro pubblico e privato.

### Rielezione alla Camera
Nel 2007 aderisce allo scioglimento dei DS, sancito dal congresso di quell'anno, e la sua confluenza nel Partito Democratico (PD), dove partecipa alla fase costituente, come uno dei cento "saggi" chiamati a scrivere il nuovo statuto su indicazione di D'Alema, e con cui alle elezioni politiche del 2008 viene ricandidata, tra le sue liste nella medesima circoscrizione in quinta posizione, venendo rieletta a Montecitorio. Nella XVI legislatura della Repubblica è stata componente della 11ª Commissione Lavoro pubblico e privato, della Commissione parlamentare per le questioni regionali e del Comitato parlamentare per i procedimenti di accusa, oltre a far parte del comitato direttivo del gruppo parlamentare PD alla Camera.
Alle elezioni primarie del PD nel 2009 sostiene la mozione di Pier Luigi Bersani, ex ministro dello sviluppo economico nel secondo governo Prodi, che risulterà vincente con il 53% dei voti.
Nel 2012 ha sostenuto la candidatura di Pier Luigi Bersani alle primarie del centro-sinistra "Italia. Bene Comune" per la scelta del candidato alla Presidenza del Consiglio, esprimendosi contro la mozione dell'allora sindaco di Firenze Matteo Renzi.

### Segretaria del PD alla Camera
Nel dicembre 2012 partecipa alle primarie "Parlamentarie” del PD per scegliere i candidati al Parlamento alla imminenti elezioni politiche, risultando con 5.218 preferenze la più votata a Lecce, venendo ricandidata alla Camera, tra le sue liste nella circoscrizione Puglia in quinta posizione, venendo eletta per la terza volta deputata. Nel corso della XVII legislatura ha fatto parte della 11ª Commissione Lavoro pubblico e privato (2013-2014; 2016-2018), della 9ª Commissione Trasporti, poste e telecomunicazioni (2014-2015) e della 6ª Commissione Finanze (2015-2016), venendo sostituita per gli incarichi di governo che occupa da Cinzia Maria Fontana, oltre a ricoprire l'incarico di segretaria del gruppo parlamentare PD alla Camera dal 15 aprile 2013 fino al 1º dicembre 2014.
Alle elezioni primarie del Partito Democratico del 2013 sostiene la mozione di Gianni Cuperlo, ex segretario della Federazione Giovanile Comunista Italiana e della Sinistra Giovanile, considerato vicino a D'Alema, ma che risulterà perdente, arrivando secondo al 18,21% dei voti contro il 53,23% dei voti di Renzi.

### Sottosegretaria al lavoro e le politiche sociali
In seguito alla caduta del governo Letta, per volere del neo-segretario del PD Renzi per diventare Presidente del Consiglio, e alla nascita del suo governo, il 28 febbraio 2014 viene nominata dal Consiglio dei Ministri sottosegretario di Stato al Ministero del lavoro e delle politiche sociali nel governo Renzi, affiancando il ministro Giuliano Poletti, su suggerimento di Cuperlo a Renzi. Nel corso dei mesi però si è allontanata dalle posizioni di sinistra, abbracciando quelle liberali e centriste di Renzi, diventando una delle più strenue sostenitrici del Jobs Act e dell'abolizione dell’articolo 18, cambiando posizione rispetto a quando, quasi 15 anni prima, aveva lottato da sindacalista CGIL contro la sua abolizione da parte del governo Berlusconi.
Il 19 giugno 2015 è stata promotrice della corrente del PD "Sinistra è cambiamento", formata da esponenti non renziani del governo Renzi posizionati più a sinistra di loro, guidata dal ministro delle politiche agricole alimentari e forestali Maurizio Martina, e che punta alla sopravvivenza del governo stesso, per la quale diventa coordinatrice in Puglia, ma Bellanova si schiera apertamente con Renzi a differenzia degli altri promotori che mantennero un profilo più indipendente da quest'ultimo.

### Viceministro dello sviluppo economico
Il 29 gennaio 2016, in occasione del rimpasto del governo Renzi, viene nominata viceministro dello sviluppo economico, incarico mantenuto anche nel successivo governo presieduto da Paolo Gentiloni, dove nell'affrontare personalmente numerose vertenze industriali non lesinò critiche ai suoi ex colleghi sindacalisti quando adottavano posizioni che giudicava troppo intransigenti e lontane dalla realtà.
Alle primarie del PD del 2017 ha sostenuto la candidatura del segretario uscente Renzi, assieme a quasi tutti i sottosegretari del PD nei governi Renzi e Gentiloni, che prevale con quasi il 70% dei voti.

### Elezione a senatrice
Alle elezioni politiche del 2018 viene candidata al Senato della Repubblica sia nel collegio uninominale Puglia - 06 (Nardò), sostenuto dalla coalizione di centro-sinistra, che tra le liste del PD nel collegio plurinominale Emilia-Romagna - 01 in seconda posizione, risultando eletta senatrice nel plurinominale, mentre nell'uninominale raccoglie il 17,36% dei voti e viene sconfitta dalla candidata del Movimento 5 Stelle Barbara Lezzi (39,88%) e superata da quello del centro-destra Luciano Cariddi (35,2%). Nella XVIII legislatura della Repubblica è stata membro della 10ª Commissione Industria, commercio, turismo (2018-2019), della 13ª Commissione Territorio, ambiente, beni ambientali (2019-2022), venendo sostituita per gli incarichi di governo che occupa da Eugenio Comincini prima e Laura Garavini poi, e della Commissione parlamentare antimafia (2018-2022).
Il 14 luglio 2018 viene nominata Responsabile con delega al mezzogiorno nella segreteria nazionale del PD guidata da Martina, con il quale entra in rottura dopo che si è rifiutato di nominarla vicesegretaria su richiesta dei renziani.

### Ministro delle politiche agricole
Con la formazione del governo di Giuseppe Conte sostenuto da PD, Movimento 5 Stelle e Liberi e Uguali, il 4 settembre 2019 viene designata quale ministro delle politiche agricole alimentari e forestali, in quota renziana del PD. Il giorno successivo presta giuramento nelle mani del Presidente della Repubblica Sergio Mattarella al Quirinale come ministra nel governo Conte II, succedendo al leghista Gian Marco Centinaio. Successivamente è stata criticata per il suo abbigliamento indossato durante la cerimonia del giuramento.
A seguito della scissione nel PD da parte del gruppo dei parlamentari renziani, il 17 settembre 2019 lascia il PD e aderisce a Italia Viva, partito fondato da Matteo Renzi di stampo liberale e centrista, per cui viene nominata coordinatrice del partito (carica che diventa quella di presidente), assieme a Ettore Rosato, e capodelegazione al governo.
A maggio 2020, dopo aver minacciato le dimissioni dal governo, ottiene l'inserimento nel decreto c.d. "rilancio" del 14 maggio 2020, di un articolo che prevede la regolarizzazione per i lavoratori già presenti sul territorio italiano (che può essere richiesta anche dai datori di lavoro), ma anche il rilascio di un permesso di soggiorno temporaneo, valido solo nel territorio nazionale, della durata di 6 mesi dalla presentazione dell’istanza, per chi ha già in passato avuto un contratto di lavoro in settori ben precisi: agricoltura, zootecnia, assistenza alla persona e assistenza domestica.
Il 13 gennaio 2021 si dimette dal governo insieme agli altri due esponenti di Italia Viva, la ministra Elena Bonetti e il sottosegretario Ivan Scalfarotto, annunciato dal leader di Italia Viva Renzi, aprendo la crisi del secondo governo guidato da Conte.

### Viceministro alle Infrastrutture e ai trasporti
Il 25 febbraio 2021 viene indicata come viceministro delle infrastrutture e dei trasporti nel governo Draghi, nominata dal Consiglio dei Ministri il 1º marzo, nonostante per settimane si è vantata a più riprese durante l'ultima crisi di governo di aver "rinunciato alle poltrone" per "far prevalere le nostre idee".
Alle elezioni politiche anticipate del 2022 viene ricandidata al Senato, per la lista Azione - Italia Viva nei collegi plurinominali Puglia - 01 come capolista e Sicilia - 01 in seconda posizione dietro a Carlo Calenda, risultando tuttavia non eletta e rimanendo esclusa per la XIX legislatura.

### Fuori dal Parlamento
Il 23 dicembre 2022 viene succeduta da Matteo Renzi come presidente unico del partito, dopo alcune modifiche «statutarie che valorizzino anche un maggior impegno, in prima persona, di Matteo Renzi».
Alle elezioni europee del 2024 viene candidata al Parlamento europeo, tra le liste di Stati Uniti d'Europa (costituita principalmente da Italia Viva e +Europa) nella circoscrizione Italia meridionale, raccogliendo 17.229 preferenze ma, a causa del mancato superamento della soglia di sbarramento (del 4%) della lista, risulta non eletta.
Il 6 dicembre 2024 viene nominata vicepresidente del Partito Democratico Europeo.

## Vita privata
È sposata con Abdellah El Motassime, un interprete marocchino, conosciuto a Casablanca durante un viaggio con la FLAI CGIL dedicato a discussioni in tematica agroalimentare, con cui ha avuto un figlio: Alessandro (1991).

## Controversie

### Caso Almaviva
È stata criticata dalle RSU di AlmavivA per il suo ruolo all'interno della vertenza Almaviva ed infine denunciata, nel giugno 2017, per tentata estorsione in merito al tentativo di convincere i lavoratori a sottoscrivere l'accordo che prevedeva 1.666 licenziamenti.. Tuttavia la denuncia penale nei confronti di Bellanova non ha avuto seguito.

### Posizioni sul TAP
Attualmente, da quando è renziana, sostiene il progetto del TAP-Gasdotto Trans Adriatico, ma nel 2013, durante la campagna elettorale delle politiche di quell'anno, si schierava col comitato "No Tap", ossia contro il progetto del TAP, parlando di come si deturperebbe il patrimonio artistico e naturale, la vocazione turistica del territorio..